# Alexis Argüello
Alexis Argüello (Managua, 19 d'abril de 1952 – Managua, 1 de juliol de 2009) va ser un boxador nicaragüenc, alcalde de Managua.
Durant la seva carrera esportiva va guanyar el títol de campió del món de boxa en 3 categories diferents: pes ploma (de 1974 a 1976), pes súper ploma (de 1978 a 1980) i pes lleuger (de 1981 a 1983). Va ser considerat el 20è millor boxador del món segons el rànquing del 2003 de la revista Ring. En retirar-se de l'esport, es va dedicar a la política i el 2008 va ser elegit alcalde de Managua en una llista del Front Sandinista d'Alliberament Nacional (FSLN). L'1 de juliol de 2009 va ser trobat mort amb una bala al pit.